# ペントミノ

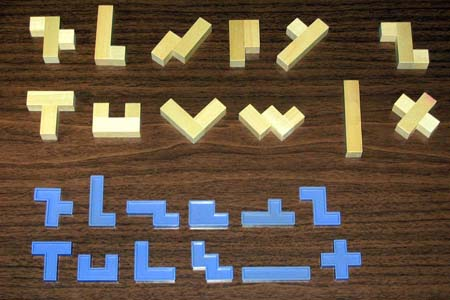
ペントミノの各ピース：上1列左から F, L, N, P, Y, Z.上2列左からT, U, V, W, I, X.下半分も同様。

ペントミノは位数5のポリオミノである。5つの同じ大きさの正方形を辺に沿ってつなげた形は、回転操作・鏡映操作によって同じになる形を同一と考えると、12種類ある。これらを総称してペントミノと呼ぶ。
鏡像を別物とすると、さらに6種増えて18種になる（F, L, N, P, Y, Z は鏡像が別物だが、I, T, U, V, W, X は線対称である）。これらを特に「片面型ペントミノ」とも呼ぶ。
回転角度が90度の倍数のとき、対称性によって以下のようにグループ化できる。
- F,L,N,P,Y 線対称でも点対称でもない
- Z 線対称ではないが点対称である
- T,U,V,W 線対称であるが点対称でない
- I 2本の軸に対して線対称であり、点対称でもある
- X 4本の軸に対して線対称であり、90度回転対称でもある

## 商品

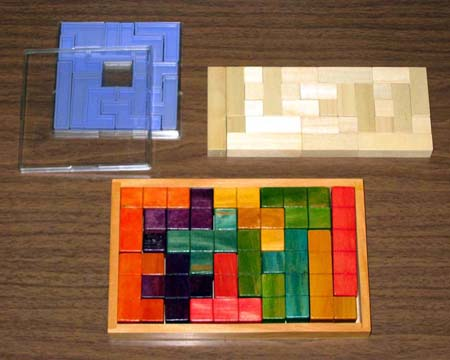
ペントミノ各種。 上左：平面。プラスチック製。日本製。2×2ピースを加えて8×8サイズの箱で売られているもの。 上右：立体。白木製。日本製。 下：立体。木製。中国製。

ペントミノは、多くのメーカーからパズル・知育玩具として発売されている。プラスチック製や木製のものが多い。代表的な製品にテンヨーのプラパズルがある。
牌が12種類であることから、各牌を十二星座や十二支に見立てたデザインも発表されている。

## 問題

### 長方形
最も一般的なペントミノの問題（敷き詰めパズル）は、全12種を使用して長方形を作ることである。
3x20, 4x15, 5x12, 6x10 の各長方形に対して、
- 6x10 には 2,339通り
- 5x12 には 1,010通り
- 4x15 には 368通り
- 3x20 には 2通り

の解がある（回転・鏡映による解は同一の解とする）。
6片ずつで 6x5 の長方形を2つ作る解もあり、その解から 6x10 と 5x12 のそれぞれ8種類の解が導かれる。
UXPILNFTWYZV と並べると、下のような 3x20 の1つの解が得られる。3×20は2つしか解を持たないが、この解の中央部分(LNFTWYZ)を回転させることで3×20のもう1つの解を得ることができる。

### ペントミノファーム
ペントミノ1セットで空所のある図形を作成する問題を総称して"ペントミノファーム"と呼ぶ。空所の形状に制限はないが、外部と点で接触していてはいけない。
外形・空所ともに何も制限がないときには、面積128の空所が最大であることが証明されている。
制限がある問題としては、外形は自由で空所は長方形(90)・外形は長方形で空所の形は自由(61)・全体が線対称(88)や点対称(59)などの問題がある（数字はその条件下で確認されている空所の面積の最大値）。

### その他の問題
他の問題として、12種から1種を選び、残った11種のうちの9種で、選んだ牌の寸法を3倍に拡大した図形を作る問題がある。ペントミノ9セットで、3倍の寸法のペントミノ1セットを作ることもできる。

### 解の総数
多くの問題において解の総数を手で求めることは難しく、コンピューターによって探索されることも珍しくない。いっぽうで前述のペントミノファームの証明は機械的なものではなく、証明を与えた島内は先入観にとらわれる危険について注意をうながしている。
6×10 の長方形に詰める方法の全解は、1960年にイギリスのC・ブライアン・ヘイゼルグローブと Jenifer Haselgrove によって求められている。
8×8 の正方形の中央に 2×2 の穴がある形は1958年にデイナ・スコットにより解が65個であることが求められている。

## 対戦ゲーム
ペントミノを利用して2人で遊ぶゲームがある。
8x8 のマスに交互にペントミノを置いていき、置けなくなったほうが負けになる。
両者が最善を尽くせば、先手が勝つ。

## 立体ペントミノ

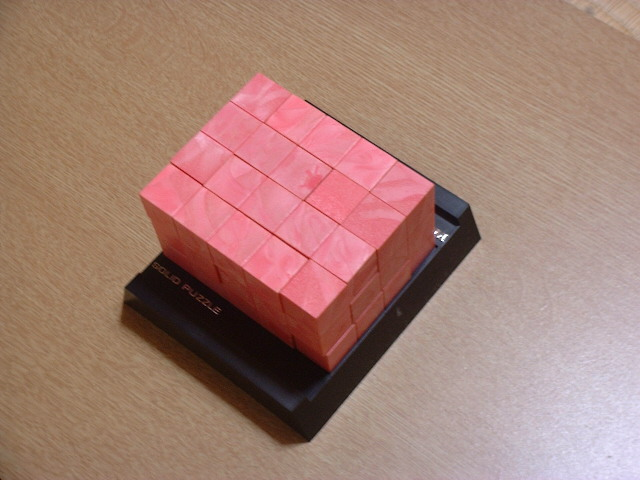
ソリッドパズル FACOM

各ペントミノの正方形を立方体にすると、12種の立体図形が得られる。これらを立体ペントミノまたはプレイナーペンタキューブと呼ぶ。
何種類かの直方体（1辺が1だと平面に帰着するので、多くは1辺が1より大なばあい）に組むことができ
- 5x4x3 で 3940通り
- 6x5x2 で 264通り
- 10x3x2 で 12通り

の解がある。
5x4x3の3940通りについては、テンヨーのプラパズルシリーズの5x4x3のものに「FACOM」という愛称が付けられていたことがあった。それは当時その全数3940通りを計算した富士通のFACOM 270 シリーズに由来する。
他に、1種のペントミノのみを複数使用して直方体を作る問題がある。この問題に関しては X以外のすべてに対して解のあることがわかっているが、いくつかは50片以上を必要とする。Iはそれ自体直方体だが、5列5段に25片並べることで立方体にもできる。

## ライフゲームにおけるペントミノ

一般的なペントミノの名称（上）と、コンウェイによる名称（下）。
ライフゲームにおいては下の名称が使用されることがある。

ジョン・ホートン・コンウェイが考案したライフゲームにおいてペントミノがどう変化するかは、初期の段階に考察された。
N,P,U,Y,Zはすべて3-4世代で消滅する。V,Wは2-3世代でパンになり、I,L,T,Xは、6-10世代後に信号灯 (ブリンカーの集合体)になる。
残ったFペントミノ (ライフゲームではrペントミノ・Rペントミノとも呼ばれる)は、複雑な変化をする。その変化を追いかける過程でグライダーが発見されている。これは、安定するまでに1103世代を要する。最終形は、8個のブロック、4個の蜂の巣、1個のボート、1個の船、1個のパン、4個のブリンカー、6個のグライダーからなる。
Fを含めたいくつかのピースは、通常と別の呼ばれ方をすることがある。これはコンウェイによる命名で、O-Zの連続した文字になるように命名されている（右の画像参照）。

## その他
ペントミノは、ソロモン・ゴロムが1975年に商標をとったが、少なくとも1982年の時点でそれは失効している。
富士通で国産コンピュータの開発に尽力した池田敏雄には、玩具メーカーの依頼で始めたペントミノに凝るあまり、テレビに出演してペントミノの紹介をするに至ったというエピソードがある（参考：柏原久『IBMを震え上がらせた男』かんき出版 p.131）。
アレクセイ・パジトノフはペントミノからテトリスの着想を得ている。